# アレン・テイト
ジョン・O. アレン テイト（John Orley Allen Tate, 1899年11月19日 - 1979年2月9日）はアメリカ合衆国の詩人、エッセイスト、社会評論家、桂冠詩人（1943-1944年）。14の詩集、2つの伝記、1つの小説、および15冊を超える散文の本の著者である。
1920年代～1930年代にかけておこった「南部文芸復興期」の理論的支柱と評されることがある。

## 生涯
テイトはケンタッキー州で生まれた。
1918年にヴァンダービルト大学に入学し教育を受けた。大学在学中、ジョン・クロウ・ランサムらとともに、ニュー・クリティシズムの母体となる「逃亡者（フュージティブ）」を結成するとともに
南部農本主義文学運動の詩人として活動した。
ロバート・ペン・ウォーレンが1951年にミネソタ大学を辞めてエール大学に移ると、大学はテートに同じポゥストを与え、それから17年間ミネソタ大学で英語科の教授を務めた。
テイトは、1952年にパリで開催された文化自由会議（The Congress for Cultural Freedom; CCF）の6人の米国代表（他には、ウィリアム・フォークナー、キャサリン・アン・ポーター、W・H・オーデンらがいた）の一人であった。
1956年にテイトはボーリンゲン賞を受賞した。
1979年2月9日、入院先の病院にて死去。79歳。

## 主な作品

### 邦訳されているもの
- テイト『現代詩の領域　双書・不安の時代』福田陸太郎訳、南雲堂、1960年
- テイト「わが従兄ポオ氏」（沢崎順之助訳）

『ポオ全集　第3巻』（佐伯彰一ほか訳、東京創元新社、1963年）および『ポオ・ボオドレエル　世界文学全集26』（小川和夫ほか訳、筑摩書房、1968年）に収録
- テイト「エミリー・ディキンスン論」

『ディキンスン詩集　海外詩文庫』（新倉俊一訳、思潮社、1993年）に収録

### 論文
- 「詩における緊張」(1938年)
- 「天使的想像力」(1951年)

### 詩集
- 「ポープ氏その他」"Mr. Pope and Other Poems"(1928年) - 代表作"Ode to the Confederate Dead"が収録されている。
- 「地中海その他」"The Mediterranean and Other Poems"(1936年)

## 評価・人物
- 戦間期の時期にジョン・クロウ・ランサムとともに「逃亡者」を意味するフージティヴ（Fugitive）詩人として伝統回帰を目指した。
- テイトはフォークナーを”Dixie Gongorist”というあだ名で呼んだことがあり、Douglas Dayはそれをおそらくは軽蔑的な意味合いであっただろうと解釈している。[4]（Gongorismとはスペインの詩人ルイス・デ・ゴンゴラ風の優美で装飾的な文体のことを指す）